# Liste der Originalkompositionen von Leopold Godowsky
Diese Liste der Originalkompositionen von Leopold Godowsky verzeichnet die auf eigenen  Themen beruhenden  Kompositionen Leopold Godowskys. Eine gewisse Ausnahme ist die Passacaglia (1928); als Opus summum ist sie eine einzigartige Reverenz an das Eingangsthema der Sinfonie in h-Moll (Schubert).

## Liste
| Erschienen          | Titel | Herausgeber                                                   | Widmungsträger                                                        |
| ------------------- | --- | ------------------------------------------------------------- | --------------------------------------------------------------------- |
| 6. Februar 1888     | Moto Perpetuo                                                                                              | E. Ascherberg & Co., London                                   |                                                                       |
| 11. Juli 1888       | Grande Valse Romantique                                                                                    | Ascherberg                                                    | Albert Weber                                                          |
| 11. Juli 1888       | Valse Scherzo                                                                                              | Ascherberg                                                    | HRH the Princess of Wales                                             |
| 11. Juli 1888       | Märchen | Ascherberg                                                    | Mlle Douste de Fortis                                                 |
| 1889                | Moto perpetuo F-Dur                                                                                        | A. Durand Fils, Paris                                         | Léon Sachse                                                           |
| 1889                | Polonaise                                                                                                  | Durand                                                        | Eugen d’Albert                                                        |
| 1889                | Twilight Thoughts                                                                                          | E. Dupré, Paris                                               |                                                                       |
| 19. Oktober 1891    | Menuet Nr. 1 E-Dur                                                                                         | John Church Co., Boston                                       | Oscar J. Saxe                                                         |
| 9. Juli 1894        | ’Twas Eve and May                                                                                          | H. Kleber & Bro. Ltd., Pittsburgh                             | Stella D. Hays                                                        |
| 3. Dezember 1894    | Does the harp of Rosa slumber?                                                                             | Kleber                                                        | Ida Kleber                                                            |
| 5. April 1899       | Toccata Ges-Dur op. 13                                                                                     | A. P. Schmidt, Boston                                         | Moriz Rosenthal                                                       |
| 14. August 1899     | Three Concert Studies op. 11 1. C-Dur 2. c-Moll 3. Es-Dur                                                  | G. Schirmer Inc., New York                                    | 1. Edward MacDowell 2. Rafael Joseffy                                 |
| 14. August 1899     | (Opus 12) 1. Sarabande cis-Moll 2. Menuet As-Dur 3. Courante e-Moll                                        | Schirmer                                                      | 1. W.S.B. Matthews 2. Blanche Dingley 3. J.H.Gittings                 |
| 12.–14. August 1899 | (Opus 14) 1. Ein Dämmerungsbild Es-Dur 2. Mazurka mélancolique 3. Valse-Idylle E-Dur 4. Scherzino cis-Moll | 1. Schirmer 2. unveröffentlicht 3. Schirmer                   | 1. Arthur Foote 2. Mme la Comtesse Enrica Rozwadowska 3. F.R. Kroeger |
| 29. August 1899     | (Opus 15) 1. Melodie méditative Es-Dur 2. Nuit de printemps 3. Capriccio c-Moll                            | 1. Schmidt 2. unveröffentlicht 3. Schmidt                     | 1. Frederica Godowsky 2. Richard Burmeister                           |
| 29. August 1899     | (Opus 16) 1. Sérénade 2. Arabesque F-Dur 3. Rêverie Russe 4. Barcarolle-Valse F-Dur/A-Dur                  | 1. unveröffentlicht 2. Schmidt 3. unveröffentlicht 4. Schmidt | 1. Adolph Devin Divivier 2. Mme la Comtesse Ferdinand de Lesseps      |
| 15. Juni 1911       | Sonate e-Moll für Klavier                                                                                  | Schlesingersche Buch- und Musikalienhandlung, Berlin          | Meiner lieben Frau [Frieda Godowsky]                                  |
| 12. Februar 1912    | Walzermasken – 24 Tonfantasien im Dreivierteltakt                                                          | Schlesinger                                                   | Dr. Wilhelm Stekel                                                    |
| 14. April 1916      | Twelve Impressions for Violin and Piano                                                                    | C. Fischer Inc., New York                                     | Harriet und Fritz Kreisler                                            |
| 15. September 1917  | Four Impressions for Violoncello and Piano                                                                 | Fischer                                                       | Harriet und Fritz Kreisler                                            |
| 22. August 1918     | Miniatures. Für Klavier zu vier Händen, 6 Bände                                                            | Fischer                                                       | ./.                                                                   |
| 1918–1920           | Miniatures for Piano solo                                                                                  | Fischer                                                       | Alexander Lambert                                                     |
| 19. Mai 1920        | Triakontameron. 30 Stimmungen und Szenen im Dreivierteltakt, 6 Bände                                       | Schirmer                                                      | ./.                                                                   |
| 20. August 1925     | Phonoramas. Tonal Journeys for the Pianoforte                                                              | Fischer                                                       | J. Campbell Philipps                                                  |
| 1924–1925           | Java-Suite, 4 Teile                                                                                        |                                                               |                                                                       |
| 1927, 1931          | Poems for the Pianoforte                                                                                   | Fischer                                                       | Paul Howard                                                           |
| 6. Januar 1928      | Passacaglia – 44 Variations, Cadenza and Fugue on the Opening of Schubert's Unfinished Symphony            | Fischer                                                       | ./.                                                                   |
| 17. April 1929      | Waltz-Poem Nr. 1 G-Dur für Violine und Klavier                                                             | Fischer                                                       | Jascha Heifetz                                                        |
| 17. April 1929      | Waltz-Poem Nr. 2 A-Dur für Violine und Klavier                                                             | Fischer                                                       | Paul Kochanski                                                        |
| 24. April 1929      | Waltz-Poem Nr. 1 G-Dur für Klavier zu zwei Händen                                                          | Fischer                                                       | Edward W. Burnshaw                                                    |
| 24. April 1929      | Waltz-Poem Nr. 2 A-Dur für Klavier zu zwei Händen                                                          | Fischer                                                       | Dorothy Wanderman                                                     |
| 24. April 1929      | Avowal für Violine und Klavier                                                                             | Fischer                                                       | Mischa Elman                                                          |
| 18. März 1930       | Präludium und Fuge für die linke Hand allein (B.A.C.H.)                                                    | Schirmer                                                      | Arthur Loesser                                                        |
| 27. Mai 1930        | Meditation Es-Dur für die linke Hand allein                                                                | Schirmer                                                      | Dimitri Tiomkin                                                       |
| 7. Juni 1930        | [6] Waltz-Poem für die linke Hand                                                                          | Fischer                                                       | Carl Engel / Beryl Rubinstein                                         |
| 7. Juni 1930        | Waltz-Poem Nr. 4 E-Dur für Klavier zu zwei Händen                                                          | Fischer                                                       | Samuel D. Stein                                                       |
| 20. Juni 1930       | Meditation für Klavier zu zwei Händen                                                                      | Schirmer                                                      | Dimitri Tiomkin                                                       |
| 20. Juni 1930       | Étude macabre d-Moll für die linke Hand allein                                                             | Schirmer                                                      | Émile-Robert Blanchet                                                 |
| 20. Juni 1930       | Étude macabre d-Moll für Klavier zu zwei Händen                                                            | Schirmer                                                      | Émile-Robert Blanchet                                                 |
| 20. Juni 1930       | Impromptu es-Moll für die linke Hand allein                                                                | Schirmer                                                      | Josef Lhévinne                                                        |
| 20. Juni 1930       | Impromptu es-Moll für Klavier zu zwei Händen                                                               | Schirmer                                                      | Josef Lhévinne                                                        |
| 20. Juni 1930       | Suite für die linke Hand allein                                                                            | Schirmer                                                      | Isidore Philipp                                                       |
| 26. Mai 1931        | Intermezzo (Malinconico) E-Dur für die linke Hand allein                                                   | Schirmer                                                      | Alexander Siloti                                                      |
| 26. Mai 1931        | Intermezzo (Malinconico) E-Dur für Klavier zu zwei Händen                                                  | Schirmer                                                      | Alexander Siloti                                                      |
| 24. Dezember 1931   | Elegie h-Moll für die linke Hand allein                                                                    | Schirmer                                                      | Gottfried Galston                                                     |
| 24. Dezember 1931   | Elegie h-Moll für Klavier zu zwei Händen                                                                   | Schirmer                                                      | Gottfried Galston                                                     |
| 24. Dezember 1931   | Capriccio (Patetico) cis-Moll für die linke Hand allein                                                    | Schirmer                                                      | Ernest Hutcheson                                                      |
| 24. Dezember 1931   | Capriccio (Patetico) cis-Moll für Klavier zu zwei Händen                                                   | Schirmer                                                      | Ernest Hutcheson                                                      |